# Obergericht Aurich
Das Obergericht Aurich war ein Großes Obergericht im Königreich Hannover und später im Königreich Preußen. Es hatte seinen Sitz in Aurich in Niedersachsen.

## Hannover
In Aurich bestand bis 1852 die Justizkanzlei Aurich.
Nach der Revolution von 1848 wurde im Königreich Hannover die Rechtsprechung von der Verwaltung getrennt und die Patrimonialgerichtsbarkeit abgeschafft.
Zum 1. Oktober 1852 wurden zwölf Große und vier Kleine Obergerichte als Gerichte zweiter Instanz (vergleichbar mit heutigen Landgerichten), darunter das Obergericht Aurich eingerichtet.
Dem Obergericht Aurich waren folgende Amtsgerichte nachgeordnet:
- Amtsgericht Aurich
- Amtsgericht Berum
- Amtsgericht Dornum
- Amtsgericht Emden
- Amtsgericht Esens
- Amtsgericht Friedeburg
- Amtsgericht Greetsiel
- Amtsgericht Jemgum
- Amtsgericht Leer
- Amtsgericht Norden
- Amtsgericht Stickhausen
- Amtsgericht Weener
- Amtsgericht Wittmund[3]

1859 wurde die Zahl der Amtsgerichte verringert. Es verblieben:
- Amtsgericht Aurich
- Amtsgericht Berum (aus dem Amtsgericht Berum und Teilen des Amtsgerichtes Dornum)
- Amtsgericht Emden (aus dem Amtsgericht Emden und dem Amtsgericht Greetsiel)
- Amtsgericht Esens (aus dem Amtsgericht Esens und Teilen des Amtsgerichtes Dornum)
- Amtsgericht Leer
- Amtsgericht Norden
- Amtsgericht Stickhausen
- Amtsgericht Weener (aus dem Amtsgericht Weener und dem Amtsgericht Jemgum)
- Amtsgericht Wittmund (aus dem Amtsgericht Wittmund und dem Amtsgericht Friedeburg)[4]

## Preußen
Mit der Annexion Hannovers durch Preußen 1866 wurde das Obergericht Aurich in ein preußisches Obergericht umgewandelt. Ihm blieben weiter die neun bestehenden Amtsgerichte nachgeordnet. Übergeordnet war nun das Appellationsgericht Celle. Das Obergericht Aurich war gleichzeitig Schwurgericht. 1870 gab es 193.876 Gerichtseingesessene. Gerichtetage wurden in Borkum, Norderney und Pewsum gehalten.
Mit dem „Jade-Vertrag“ vom 20. Juli 1853 kaufte Preußen, das seit dem Verlust Ostfrieslands beim Wiener Kongress keinen Nordseehafen mehr besaß, vom Großherzogtum Oldenburg ein 313 Hektar großes Gebiet am Jadebusen zur Errichtung eines Stützpunktes für die preußische Marine. Mit dem Wachstum der dort entstandene Stadt Wilhelmshaven entstand der Bedarf nach einem eigenen Gericht. Mit der Verordnung, die Gerichtsverfassung des Jade-Gebietes betreffend vom 23. März 1873 wurde daher das Amtsgericht Wilhelmshaven gebildet. Es war dem Obergericht Aurich nachgeordnet.
Im Rahmen der Reichsjustizgesetze wurde das Obergericht Aurich 1879 aufgehoben und an seiner Stelle das Landgericht Aurich gebildet.